# Lijst van gemeentelijke monumenten in Nijkerk (plaats)
De plaats Nijkerk, hoofdplaats van de gelijknamige gemeente, kent 131 gemeentelijke monumenten:
| Object                                                                         | Bouwjaar                                  | Architect                  | Locatie                            | Coördinaten                   | Nr.        | Afbeelding                                                                     |
| ------------------------------------------------------------------------------ | ----------------------------------------- | -------------------------- | ---------------------------------- | ----------------------------- | ---------- | ------------------------------------------------------------------------------ |
| T-boerderij                                                                    | ca 1870                                   |                            | Angeler 2                          | 52° 12' 58" NB, 5° 28' 7" OL  | 0267/WN043 | T-boerderij                                                                    |
| Vroegere schuur van Angeler 2.                                                 | Tot woning verbouwd okt- dec 2004         |                            | Angeler 4                          | 52° 12' 59" NB, 5° 28' 7" OL  | 0267/WN044 | Vroegere schuur van Angeler 2.                                                 |
| Krukhuisboerderij “Het Bosch” met een noord-zuid georiënteerd achterhuis       |                                           |                            | Appelsestraat 23                   | 52° 11' 6" NB, 5° 33' 0" OL   | 0267/WN045 | Krukhuisboerderij “Het Bosch” met een noord-zuid georiënteerd achterhuis       |
| Stadsvilla                                                                     | 1934                                      | H.A. Pothoven              | Bagijnenstraat 1                   | 52° 13' 28" NB, 5° 29' 11" OL | 0267/WN046 | Stadsvilla                                                                     |
| Boerderij “De Vergulde Appel” met schuur en 3 leilinden                        |                                           |                            | Barneveldseweg 192                 | 52° 11' 34" NB, 5° 31' 51" OL | 0267/WN047 | Boerderij “De Vergulde Appel” met schuur en 3 leilinden                        |
| Woningcomplex Woningstichting Nijkerk                                          | 1953                                      | D. Spoelstra               | Beatrixhof 1 t/m 34                | 52° 13' 37" NB, 5° 29' 18" OL | 0267/WN048 | Woningcomplex Woningstichting Nijkerk                                          |
| Boerderij “Klein Bloemendaal”, 19e eeuw, 2 kapbergen                           |                                           |                            | Bloemendaalseweg 15                | 52° 13' 24" NB, 5° 31' 19" OL | 0267/WN049 | Upload foto                                                                    |
| Boerderij “Nieuw Bloemendaal”                                                  | begin 20e eeuw                            |                            | Bloemendaalseweg 17                | 52° 13' 24" NB, 5° 31' 21" OL | 0267/WN050 | Boerderij “Nieuw Bloemendaal”                                                  |
| Woonhuis met het karakter van een klein landhuis                               | 1941                                      |                            | Blokhuizersteeg 4                  | 52° 11' 45" NB, 5° 30' 21" OL | 0267/WN051 | Woonhuis met het karakter van een klein landhuis                               |
| Waterloop c.a. tussen Frieswijkstraat en Arkervaart                            |                                           |                            | Breede Beek, de                    | 52° 13' 29" NB, 5° 29' 1" OL  | 0267/WN052 | Waterloop c.a. tussen Frieswijkstraat en Arkervaart                            |
| “De Kubus”, met schuurtje                                                      | 1932-33                                   | A. van Dasler              | Bruins Slotlaan 17                 | 52° 13' 42" NB, 5° 29' 22" OL | 0267/WN053 | “De Kubus”, met schuurtje                                                      |
| Boerderij “Valkengoed”, Bakhuis, schuur en heg rond moestuin                   | ca 1820                                   |                            | Bunschoterweg 26                   | 52° 13' 13" NB, 5° 27' 18" OL | 0267/WN054 | Boerderij “Valkengoed”, Bakhuis, schuur en heg rond moestuin                   |
| Boerderij “Oormansgoed”, en bakhuis                                            | 1798                                      |                            | Bunschoterweg 28                   | 52° 13' 15" NB, 5° 27' 14" OL | 0267/WN055 | Boerderij “Oormansgoed”, en bakhuis                                            |
| Vml. koetshuis van vml. Huize Voërst, met schuurtje                            | ca 1894                                   |                            | Coltoflaan 1, 3 en 5               | 52° 13' 17" NB, 5° 29' 15" OL | 0267/WN056 | Vml. koetshuis van vml. Huize Voërst, met schuurtje                            |
| Boerderij “Corlaer”, bakhuis en zesroedige hooiberg                            | ca 1840                                   |                            | Einthovenhof 1                     | 52° 12' 60" NB, 5° 28' 25" OL | 0267/WN057 | Boerderij “Corlaer”, bakhuis en zesroedige hooiberg                            |
| Boerderij “De Flier”                                                           | ca 1860                                   |                            | Flier 2                            | 52° 13' 12" NB, 5° 27' 50" OL | 0267/WN058 | Meer afbeeldingen                                                              |
| Algemene begraafplaats (oude gedeelte)                                         |                                           |                            | Frieswijkstraat                    | 52° 13' 5" NB, 5° 28' 50" OL  | 0267/WN059 | Algemene begraafplaats (oude gedeelte)                                         |
| R.K. begraafplaats                                                             |                                           |                            | Frieswijkstraat                    | 52° 13' 2" NB, 5° 28' 52" OL  | 0267/WN060 | R.K. begraafplaats                                                             |
| Woonhuis                                                                       | eind 19e eeuw                             |                            | Gasthuisstraat 1                   | 52° 13' 24" NB, 5° 29' 2" OL  | 0267/WN061 | Woonhuis                                                                       |
| Woonhuis                                                                       | ca 1800-1850                              |                            | Gasthuisstraat 3                   | 52° 13' 24" NB, 5° 29' 2" OL  | 0267/WN062 | Woonhuis                                                                       |
| Stadspand                                                                      | begin 20e eeuw                            |                            | Gasthuisstraat 5                   | 52° 13' 24" NB, 5° 29' 1" OL  | 0267/WN063 | Stadspand                                                                      |
| Stadspand                                                                      | begin 20e eeuw                            |                            | Gasthuisstraat 7                   | 52° 13' 24" NB, 5° 29' 1" OL  | 0267/WN064 | Stadspand                                                                      |
| Woonhuis annex magazijn                                                        | ca 1890                                   |                            | Gasthuisstraat 9                   | 52° 13' 24" NB, 5° 29' 1" OL  | 0267/WN065 | Woonhuis annex magazijn                                                        |
| Helft van een dubbel woonhuis                                                  | begin 20e eeuw                            |                            | Gasthuisstraat 11                  | 52° 13' 24" NB, 5° 29' 1" OL  | 0267/WN066 | Helft van een dubbel woonhuis                                                  |
| Helft van een dubbel woonhuis                                                  | begin 20e eeuw                            |                            | Gasthuisstraat 13                  | 52° 13' 24" NB, 5° 29' 0" OL  | 0267/WN067 | Helft van een dubbel woonhuis                                                  |
| Bijeenkomstgebouw “De Ark”                                                     | 1900                                      |                            | Gasthuisstraat 15                  | 52° 13' 25" NB, 5° 29' 0" OL  | 0267/WN068 | Bijeenkomstgebouw “De Ark”                                                     |
| Stadspand/woonhuis                                                             | begin 20e eeuw                            |                            | Gasthuisstraat 17 / 19             | 52° 13' 25" NB, 5° 28' 60" OL | 0267/WN069 | Stadspand/woonhuis                                                             |
| Boerderij                                                                      | ca 1900                                   |                            | Hogenhof 6                         | 52° 13' 21" NB, 5° 28' 43" OL | 0267/WN070 | Boerderij                                                                      |
| Helft van een dubbel woonhuis                                                  | 1912-13                                   |                            | Hogenhof 7                         | 52° 13' 22" NB, 5° 28' 42" OL | 0267/WN071 | Helft van een dubbel woonhuis                                                  |
| Voorhuis van een boerderij                                                     | ca 1905                                   |                            | Hogenhof 8                         | 52° 13' 21" NB, 5° 28' 42" OL | 0267/WN072 | Voorhuis van een boerderij                                                     |
| Helft van een dubbel woonhuis                                                  | 1912-13                                   |                            | Hogenhof 9                         | 52° 13' 22" NB, 5° 28' 42" OL | 0267/WN073 | Helft van een dubbel woonhuis                                                  |
| Woonhuis                                                                       | ca 1900                                   |                            | Hogenhof 14 / 16                   | 52° 13' 22" NB, 5° 28' 41" OL | 0267/WN074 | Woonhuis                                                                       |
| Boerderij                                                                      | 19e eeuw                                  |                            | Hogenhof 20 / 22                   | 52° 13' 21" NB, 5° 28' 40" OL | 0267/WN075 | Boerderij                                                                      |
| Woonhuis (voormalige boerderij)                                                | 19e eeuw                                  |                            | Hogenhof 24 / 26                   | 52° 13' 22" NB, 5° 28' 39" OL | 0267/WN076 | Woonhuis (voormalige boerderij)                                                |
| Herenhuis                                                                      | ca 1910                                   |                            | Holkerstraat 8                     | 52° 13' 21" NB, 5° 28' 58" OL | 0267/WN077 | Herenhuis                                                                      |
| Woonhuis                                                                       | ca 1850                                   |                            | Holkerstraat 10                    | 52° 13' 21" NB, 5° 28' 58" OL | 0267/WN078 | Woonhuis                                                                       |
|                                                                                | Gevel 19e eeuw, kern waarsch 17e-eeuws    |                            | Holkerstraat 23                    | 52° 13' 22" NB, 5° 28' 53" OL | 0267/WN079 |                                                                                |
|                                                                                | Gevel 19e eeuw, kern waarsch 17e-eeuws    |                            | Holkerstraat 27                    | 52° 13' 22" NB, 5° 28' 53" OL | 0267/WN080 |                                                                                |
| Zusterhuis Sint-Jozef                                                          | 1936-37                                   | J.A.C. Alfrink             | Holkerstraat 30                    | 52° 13' 21" NB, 5° 28' 55" OL | 0267/WN081 | Zusterhuis Sint-Jozef                                                          |
| Pand                                                                           | kern uit late 16e eeuw                    |                            | Holkerstraat 35 / 37               | 52° 13' 22" NB, 5° 28' 51" OL | 0267/WN082 | Meer afbeeldingen                                                              |
| Vml. Kosterswoning                                                             | 1908                                      | H. Kroes                   | Holkerstraat 36 / 38               | 52° 13' 21" NB, 5° 28' 51" OL | 0267/WN083 | Vml. Kosterswoning                                                             |
| Vml. stadsboerderij                                                            | 19e-eeuwse gevel, verder geheel vernieuwd |                            | Holkerstraat 56                    | 52° 13' 21" NB, 5° 28' 47" OL | 0267/WN084 | Vml. stadsboerderij                                                            |
| (Thans dubbel) woonhuis “Den Hoek” en linden en kastanjes op voorerf           | verbouwd 1913                             |                            | Holkerweg 60 / 60a                 | 52° 13' 13" NB, 5° 28' 2" OL  | 0267/WN085 | (Thans dubbel) woonhuis “Den Hoek” en linden en kastanjes op voorerf           |
| Boerderij “Zeldenrust”, bakhuis, schuur en toegangshek                         | ca 1840                                   |                            | Holkerweg 66                       | 52° 13' 13" NB, 5° 27' 53" OL | 0267/WN086 | Boerderij “Zeldenrust”, bakhuis, schuur en toegangshek                         |
| Boerderij “Otto Schrassertgoed”                                                | ca 1850                                   |                            | Holkerweg 78                       | 52° 13' 14" NB, 5° 27' 43" OL | 0267/WN087 | Boerderij “Otto Schrassertgoed”                                                |
| Vml. binderij Callenbach                                                       | eerste helft 20e eeuw                     |                            | Hoogstraat 24                      | 52° 13' 10" NB, 5° 29' 13" OL | 0267/WN088 | Vml. binderij Callenbach                                                       |
| Boerderij, en tweeroedige hooiberg                                             | 19e eeuw                                  |                            | Keienweg 15                        | 52° 13' 20" NB, 5° 25' 15" OL | 0267/WN089 | Boerderij, en tweeroedige hooiberg                                             |
| Woonhuis                                                                       | begin 20e eeuw                            |                            | Kerkstraat 1                       | 52° 13' 23" NB, 5° 29' 1" OL  | 0267/WN090 | Woonhuis                                                                       |
| Woonhuis                                                                       | 19e eeuw                                  |                            | Kerkstraat 10                      | 52° 13' 22" NB, 5° 29' 2" OL  | 0267/WN091 | Woonhuis                                                                       |
| Woonhuis met praktijk                                                          | eind 19e eeuw                             |                            | Kleterstraat 5                     | 52° 13' 21" NB, 5° 29' 13" OL | 0267/WN092 | Upload foto                                                                    |
| Complex van 3 panden                                                           | 18e eeuw                                  |                            | Kleterstraat 12                    | 52° 13' 21" NB, 5° 29' 17" OL | 0267/WN093 | Complex van 3 panden                                                           |
| Stadspand                                                                      | begin 20e eeuw                            |                            | Kleterstraat 16 / 18               | 52° 13' 21" NB, 5° 29' 18" OL | 0267/WN094 | Stadspand                                                                      |
| Herbergcomplex                                                                 |                                           |                            | Koetsendijk 1-3                    | 52° 13' 34" NB, 5° 28' 56" OL | 0267/WN095 | Herbergcomplex                                                                 |
| Een van drie aaneengeschakelde woonhuizen                                      | ca 1908                                   |                            | Kolkstraat 22                      | 52° 13' 32" NB, 5° 28' 60" OL | 0267/WN096 | Een van drie aaneengeschakelde woonhuizen                                      |
| Een van drie aaneengeschakelde woonhuizen                                      | ca 1908                                   |                            | Kolkstraat 23                      | 52° 13' 32" NB, 5° 28' 60" OL | 0267/WN097 | Een van drie aaneengeschakelde woonhuizen                                      |
| Een van drie aaneengeschakelde woonhuizen                                      | ca 1908                                   |                            | Kolkstraat 24                      | 52° 13' 32" NB, 5° 28' 60" OL | 0267/WN098 | Een van drie aaneengeschakelde woonhuizen                                      |
| Woonhuis/klein landhuis                                                        | 1935                                      |                            | Koperweg 17                        | 52° 11' 27" NB, 5° 31' 5" OL  | 0267/WN099 | Woonhuis/klein landhuis                                                        |
| Boerderij “Grote Pol”, en bakhuis                                              | ca 1860                                   |                            | Korte Holk 1                       | 52° 13' 24" NB, 5° 26' 51" OL | 0267/WN100 | Boerderij “Grote Pol”, en bakhuis                                              |
| Stadspand                                                                      | 18e eeuw                                  |                            | Langestraat 21 en 21a              | 52° 13' 22" NB, 5° 29' 4" OL  | 0267/WN101 | Stadspand                                                                      |
| Herenhuis                                                                      | 1903                                      |                            | Langestraat 35                     | 52° 13' 22" NB, 5° 29' 8" OL  | 0267/WN102 | Herenhuis                                                                      |
| Winkelwoonhuis                                                                 | 1921                                      |                            | Langestraat 36                     | 52° 13' 22" NB, 5° 29' 9" OL  | 0267/WN103 | Winkelwoonhuis                                                                 |
| Boerderij “Luxool”, bakhuis, kapberg, schuur en schaapskooi                    | 18e-eeuws                                 |                            | Luxoolseweg 27                     | 52° 13' 19" NB, 5° 30' 17" OL | 0267/WN104 | Boerderij “Luxool”, bakhuis, kapberg, schuur en schaapskooi                    |
| Eierhal                                                                        | 1927                                      | E. van Rootselaar          | Molenplein 1                       | 52° 13' 23" NB, 5° 29' 19" OL | 0267/WN105 | Eierhal                                                                        |
| Boerderij uit                                                                  | omstreeks 1900                            |                            | Nekkeveld 1                        | 52° 14' 19" NB, 5° 26' 17" OL | 0267/WN106 | Boerderij uit                                                                  |
| Boerderij “De Pol”, schuur en 2 leilindes                                      |                                           |                            | Nekkeveld 7                        | 52° 14' 36" NB, 5° 24' 15" OL | 0267/WN107 | Boerderij “De Pol”, schuur en 2 leilindes                                      |
| Woonhuis                                                                       | ca 1880                                   |                            | Nieuwstraat 5                      | 52° 13' 27" NB, 5° 29' 0" OL  | 0267/WN108 | Woonhuis                                                                       |
| Bedrijfspand met woning                                                        | 18e-eeuws                                 |                            | Nieuwstraat achter 5               | 52° 13' 27" NB, 5° 29' 0" OL  | 0267/WN109 | Bedrijfspand met woning                                                        |
| Pakhuis                                                                        | 19e eeuw                                  |                            | Nieuwstraat 9                      | 52° 13' 27" NB, 5° 28' 60" OL | 0267/WN110 | Pakhuis                                                                        |
| Statig hoekpand                                                                | eind 19e eeuw                             |                            | Oosterstraat 20                    | 52° 13' 24" NB, 5° 29' 15" OL | 0267/WN111 | Statig hoekpand                                                                |
| Joodse begraafplaats                                                           |                                           |                            | Oude Amersfoortseweg               | 52° 12' 23" NB, 5° 28' 10" OL | 0267/WN112 | Joodse begraafplaats                                                           |
| Woonboerderij                                                                  | ca 1875                                   |                            | Oude Barneveldseweg 2              | 52° 13' 17" NB, 5° 29' 36" OL | 0267/WN113 | Woonboerderij                                                                  |
| Directeurswoning stoomwasserij                                                 | ca 1913                                   |                            | Oude Barneveldseweg 21             | 52° 13' 16" NB, 5° 29' 41" OL | 0267/WN114 | Directeurswoning stoomwasserij                                                 |
| Boerderij                                                                      | begin 20e eeuw                            |                            | Oude Barneveldseweg 49             | 52° 13' 15" NB, 5° 29' 51" OL | 0267/WN115 | Boerderij                                                                      |
| Boerderij                                                                      |                                           |                            | Palissaden 4                       | 52° 12' 27" NB, 5° 25' 47" OL | 0267/WN116 | Boerderij                                                                      |
| Monumentale lantaarn Van Kluyve                                                | 1935                                      |                            | Plein                              | 52° 13' 27" NB, 5° 29' 3" OL  | 0267/WN117 | Monumentale lantaarn Van Kluyve                                                |
| Woonhuis uit                                                                   | ca 1880                                   |                            | Plein 2                            | 52° 13' 27" NB, 5° 29' 4" OL  | 0267/WN118 | Meer afbeeldingen                                                              |
| Waaggebouw                                                                     | begin 20e eeuw en 1954                    |                            | Plein 2a                           | 52° 13' 27" NB, 5° 29' 2" OL  | 0267/WN119 | Waaggebouw                                                                     |
| Woonhuis uit                                                                   | ca 1880                                   |                            | Plein 4                            | 52° 13' 27" NB, 5° 29' 5" OL  | 0267/WN120 | Meer afbeeldingen                                                              |
| Woonhuis uit                                                                   | ca 1880                                   |                            | Plein 6                            | 52° 13' 27" NB, 5° 29' 5" OL  | 0267/WN121 | Meer afbeeldingen                                                              |
| Woonhuis uit                                                                   | ca 1880                                   |                            | Plein 8                            | 52° 13' 27" NB, 5° 29' 5" OL  | 0267/WN122 | Meer afbeeldingen                                                              |
| Woon / pakhuis uit                                                             | 1e helft 19e eeuw                         |                            | Plein 10 / 12                      | 52° 13' 27" NB, 5° 29' 5" OL  | 0267/WN123 | Meer afbeeldingen                                                              |
| Reeks woonhuizen uit                                                           | 1908                                      |                            | Roemerstraat 8-22                  | 52° 13' 35" NB, 5° 29' 18" OL | 0267/WN124 | Reeks woonhuizen uit                                                           |
| Winkelwoonhuis van ensemble met Van Delenstraat 1-15                           | 1930                                      |                            | Schimmelpenninckstraat 9, 9a en 9b | 52° 13' 33" NB, 5° 29' 3" OL  | 0267/WN125 | Winkelwoonhuis van ensemble met Van Delenstraat 1-15                           |
| Reeks van 6 woonhuizen                                                         | 1911                                      |                            | Schrassertstraat 1-11              | 52° 13' 36" NB, 5° 29' 17" OL | 0267/WN126 | Reeks van 6 woonhuizen                                                         |
| Winkelwoonhuis                                                                 | eind 19e eeuw                             |                            | Singel 28                          | 52° 13' 25" NB, 5° 29' 13" OL | 0267/WN127 | Winkelwoonhuis                                                                 |
| Krukboerderij “Hammetjes-” of “Hannekesgoed” en bakhuisje                      | midden 18e eeuw                           |                            | Slichtenhorsterweg 43              | 52° 12' 31" NB, 5° 29' 1" OL  | 0267/WN128 | Meer afbeeldingen                                                              |
| Boerderij “Grevengoed”, schuur en bakhuis                                      |                                           |                            | Slichtenhorsterweg 45              | 52° 12' 31" NB, 5° 29' 15" OL | 0267/WN129 | Boerderij “Grevengoed”, schuur en bakhuis                                      |
| Boerderij “Oteler”                                                             | ca 1800                                   |                            | Slichtenhorsterweg 47 en 47a       |                               | 0267/WN130 | Boerderij “Oteler”                                                             |
| Boerderij “Broekhuis”, bakhuis, 2 schuren, schaapskooi en schuurberg           |                                           |                            | Slichtenhorsterweg 59 en 61        |                               | 0267/WN131 | Meer afbeeldingen                                                              |
| Boerderij “Bloemengoed” kern 19e-eeuws, en bakhuis                             | ca 1900                                   |                            | Slichtenhorsterweg 65 en 65a       |                               | 0267/WN132 | Boerderij “Bloemengoed” kern 19e-eeuws, en bakhuis                             |
| Boerderij “Groot Schiphorst”, varkensstal, kapberg, grote schuur, en bakhuisje |                                           |                            | Spochthoornseweg 1                 | 52° 13' 49" NB, 5° 30' 32" OL | 0267/WN133 | Boerderij “Groot Schiphorst”, varkensstal, kapberg, grote schuur, en bakhuisje |
| Boerderij “Klein Schiphorst” en bakhuis                                        |                                           |                            | Spochthoornseweg 2                 | 52° 13' 50" NB, 5° 30' 34" OL | 0267/WN134 | Boerderij “Klein Schiphorst” en bakhuis                                        |
| Woonhuis                                                                       | 17e of 18e eeuw                           |                            | Spoorstraat 15 / 17                | 52° 13' 18" NB, 5° 29' 25" OL | 0267/WN135 | Woonhuis                                                                       |
| Herenhuis                                                                      | begin 20e eeuw                            |                            | Spoorstraat 19                     | 52° 13' 17" NB, 5° 29' 25" OL | 0267/WN136 | Herenhuis                                                                      |
| Woonhuis                                                                       | ca 1924                                   |                            | Spoorstraat 21                     | 52° 13' 17" NB, 5° 29' 26" OL | 0267/WN137 | Woonhuis                                                                       |
| Helft van dubbel woonhuis                                                      | 1926                                      |                            | Spoorstraat 30                     | 52° 13' 18" NB, 5° 29' 29" OL | 0267/WN138 | Helft van dubbel woonhuis                                                      |
| Helft van dubbel woonhuis                                                      | 1926                                      |                            | Spoorstraat 32                     | 52° 13' 18" NB, 5° 29' 29" OL | 0267/WN139 | Helft van dubbel woonhuis                                                      |
| Herberg / stoeterij                                                            | 19e eeuw                                  |                            | Spoorstraat 34 en 34a              | 52° 13' 18" NB, 5° 29' 31" OL | 0267/WN140 | Herberg / stoeterij                                                            |
| Tabaksschuur, herbouwd als opslagruimte                                        | in de 19e eeuw herbouwd                   |                            | Spoorstraat achter 39              | 52° 13' 16" NB, 5° 29' 30" OL | 0267/WN141 | Tabaksschuur, herbouwd als opslagruimte                                        |
| Woonhuis / bedrijfsgebouw                                                      | 1900                                      |                            | Stationsweg 14 / 16                | 52° 13' 24" NB, 5° 29' 41" OL | 0267/WN142 | Woonhuis / bedrijfsgebouw                                                      |
| Woonhuis van ensemble Van Delenstraat                                          | 1930                                      |                            | Van Delenstraat 1                  | 52° 13' 33" NB, 5° 29' 4" OL  | 0267/WN143 | Woonhuis van ensemble Van Delenstraat                                          |
| Woonhuis van ensemble Van Delenstraat                                          | 1930                                      |                            | Van Delenstraat 3                  | 52° 13' 33" NB, 5° 29' 4" OL  | 0267/WN144 | Woonhuis van ensemble Van Delenstraat                                          |
| Woonhuis van ensemble Van Delenstraat                                          | 1930                                      |                            | Van Delenstraat 5                  | 52° 13' 33" NB, 5° 29' 4" OL  | 0267/WN145 | Woonhuis van ensemble Van Delenstraat                                          |
| Woonhuis van ensemble Van Delenstraat                                          | 1930                                      |                            | Van Delenstraat 7                  | 52° 13' 33" NB, 5° 29' 5" OL  | 0267/WN146 | Woonhuis van ensemble Van Delenstraat                                          |
| Woonhuis van ensemble Van Delenstraat                                          | 1930                                      |                            | Van Delenstraat 9                  | 52° 13' 33" NB, 5° 29' 5" OL  | 0267/WN147 | Woonhuis van ensemble Van Delenstraat                                          |
| Woonhuis van ensemble Van Delenstraat                                          | 1930                                      |                            | Van Delenstraat 11                 | 52° 13' 33" NB, 5° 29' 5" OL  | 0267/WN148 | Woonhuis van ensemble Van Delenstraat                                          |
| Woonhuis van ensemble Van Delenstraat                                          | 1930                                      |                            | Van Delenstraat 13                 | 52° 13' 33" NB, 5° 29' 6" OL  | 0267/WN149 | Woonhuis van ensemble Van Delenstraat                                          |
| Woonhuis van ensemble Van Delenstraat                                          | 1930                                      |                            | Van Delenstraat 15                 | 52° 13' 33" NB, 5° 29' 6" OL  | 0267/WN150 | Woonhuis van ensemble Van Delenstraat                                          |
| Vml. politiebureau, gebouwd als marechausseekazerne                            |                                           |                            | Van Reenenpark 2                   | 52° 13' 25" NB, 5° 29' 22" OL | 0267/WN151 | Vml. politiebureau, gebouwd als marechausseekazerne                            |
| Pakhuis                                                                        | ca 1800                                   |                            | Venestraat 4                       | 52° 13' 21" NB, 5° 29' 1" OL  | 0267/WN152 | Pakhuis                                                                        |
| Woonhuis                                                                       | ca 1800                                   |                            | Venestraat 6                       | 52° 13' 20" NB, 5° 29' 1" OL  | 0267/WN153 | Woonhuis                                                                       |
| Woonhuis                                                                       | ca 1800                                   |                            | Venestraat 8                       | 52° 13' 20" NB, 5° 29' 1" OL  | 0267/WN154 | Woonhuis                                                                       |
| Woonhuis                                                                       | ca 1800, gevel late 19e eeuw              |                            | Venestraat 10                      | 52° 13' 20" NB, 5° 29' 1" OL  | 0267/WN155 | Woonhuis                                                                       |
| Woonhuis, gevel uit                                                            | ca 1910                                   |                            | Venestraat 22                      | 52° 13' 18" NB, 5° 28' 60" OL | 0267/WN156 | Woonhuis, gevel uit                                                            |
| Woonhuis, met poortdoorgang                                                    | gevel uit 1912                            |                            | Venestraat 24                      | 52° 13' 18" NB, 5° 28' 60" OL | 0267/WN157 | Woonhuis, met poortdoorgang                                                    |
| Woonhuis (voormalige boerderij)                                                |                                           |                            | Venestraat 31                      | 52° 13' 15" NB, 5° 28' 54" OL | 0267/WN158 | Woonhuis (voormalige boerderij)                                                |
| Boerderij                                                                      | ca 1800                                   |                            | Venestraat 33                      | 52° 13' 15" NB, 5° 28' 54" OL | 0267/WN159 | Meer afbeeldingen                                                              |
| Woonhuis met drukkerij                                                         | eind 19e eeuw                             |                            | Venestraat 48 / 50                 | 52° 13' 16" NB, 5° 28' 56" OL | 0267/WN160 | Woonhuis met drukkerij                                                         |
| Winkel / woonhuis                                                              | begin 20e eeuw                            |                            | Verlaat 3                          | 52° 13' 23" NB, 5° 29' 4" OL  | 0267/WN161 | Winkel / woonhuis                                                              |
| Woonhuizen                                                                     | eind 19e eeuw                             |                            | Vetkamp 14 / 16                    | 52° 13' 25" NB, 5° 29' 17" OL | 0267/WN162 | Woonhuizen                                                                     |
| Herenhuis                                                                      | begin 20e eeuw                            |                            | Vetkamp 18                         | 52° 13' 26" NB, 5° 29' 18" OL | 0267/WN163 | Herenhuis                                                                      |
| Woonhuis, verbouwd , schuurgebouw                                              | begin 20e eeuw, 1912                      |                            | Vetkamp 26                         | 52° 13' 27" NB, 5° 29' 19" OL | 0267/WN164 | Meer afbeeldingen                                                              |
| Woonhuis (voormalige boerderij)                                                |                                           |                            | Vetkamp 116                        | 52° 13' 41" NB, 5° 29' 27" OL | 0267/WN165 | Woonhuis (voormalige boerderij)                                                |
| Woonhuis                                                                       | 1908                                      |                            | Wallerstraat 34                    | 52° 13' 37" NB, 5° 29' 31" OL | 0267/WN166 | Woonhuis                                                                       |
| Boerderij                                                                      | begin 20e eeuw                            |                            | Wallerstraat 86                    | 52° 13' 38" NB, 5° 29' 57" OL | 0267/WN167 | Boerderij                                                                      |
| Pompgebouw van de watertoren                                                   | 1898                                      | F.A. de Jongh              | Westkadijk 8                       | 52° 13' 39" NB, 5° 28' 50" OL | 0267/WN168 | Pompgebouw van de watertoren                                                   |
| Portiersloge en -woning                                                        | 1952                                      |                            | Westkadijk 9                       | 52° 13' 40" NB, 5° 28' 50" OL | 0267/WN169 | Portiersloge en -woning                                                        |
| Cacaofabriek                                                                   | 1941                                      | G.W. van den Beld en Zonen | Westkadijk 9a                      | 52° 13' 40" NB, 5° 28' 50" OL | 0267/WN170 | Cacaofabriek                                                                   |
| Samengesteld fabriekscomplex                                                   |                                           |                            | Westkadijk 10                      | 52° 13' 41" NB, 5° 28' 49" OL | 0267/WN171 | Samengesteld fabriekscomplex                                                   |
| Stationsgebouw                                                                 | ca 1865 en 1903                           |                            | Willem-Alexanderplein 16           | 52° 13' 20" NB, 5° 29' 37" OL | 0267/WN172 | Stationsgebouw                                                                 |
| Grens- of banpaal, later verplaatst                                            | 1758                                      |                            | Zelderseweg                        | 52° 11' 8" NB, 5° 32' 6" OL   | 0267/WN173 | Grens- of banpaal, later verplaatst                                            |